# Nicky Hambleton-Jones
Pour les articles homonymes, voir Hambleton et Jones.
Nicky Hambleton-Jones (née le 24 février 1971) est une animatrice de télévision, connue pour présenter l'émission sur Channel 4, Dix ans de moins. Elle est aussi entrepreneuse, styliste et experte anti-âge.

## Biographie
Née en Afrique du Sud, elle obtient un Honours degree en diététique avant de commencer de pratiquer cette discipline au Cap. Puis elle prit des cours de Troisième cycle universitaire en affaires au Wits Business School, avant de déménager à Londres en 1996, où elle a travaillé en tant que consultante marketing. Après s'être fait licencier en 2001, elle créa sa propre boîte de consultation styliste personnelle, NHJ Style. En 2003, Nicky commence à présenter Dix ans de moins sur Channel 4. À ce moment, Nicky travaillait en tant que Brand Ambassador pour plusieurs marques de Commerce de détail. En 2008, elle lança NHJ Style Academy, offrant des entraînements et développements pour inspirer les stylistes personnels et les détaillants avec des départements de shopping personnel. Hambleton-Jones vit à Londres avec son mari Robert Green et a 2 enfants.

## Télévision
En 2003, elle a été contactée par Channel 4, qui a aperçu son site web et voulait lui faire passer un Bout d'essai pour une émission de télévision britannique nommée Dix ans de moins. Elle a été embauchée et a présenté le programme pendant 5 ans.

## Pour approfondir